# Manuel Botic
Manuel Botic (* 19. Oktober 1998) ist ein österreichischer Fußballspieler.

## Karriere
Botic begann seine Karriere beim SC Team Wiener Linien. 2007 wechselte er zum Favoritner AC. Ab September 2010 spielte er kurzzeitig beim 1. Simmeringer SC, ehe er im Jänner 2011 in die Jugend des FC Admira Wacker Mödling wechselte, wo er später auch in der Akademie spielte.
Im Oktober 2015 stand er erstmals im Kader der Amateure der Admira. Sein Debüt für Admira II in der Regionalliga gab er im August 2016, als er am ersten Spieltag der Saison 2016/17 gegen den Wiener Sportklub in der Startelf stand und in der 56. Minute durch Saša Kalajdžić ersetzt wurde.
Im September 2017 stand er gegen den LASK zum ersten Mal im Profikader. Sein Debüt für die Profis in der Bundesliga gab er im November 2017, als er am 16. Spieltag der Saison 2017/18 gegen die SV Mattersburg in der Nachspielzeit für Christoph Knasmüllner eingewechselt wurde. Dies blieb sein einziger Profieinsatz für die Admira.
Nach einem Bundesligaeinsatz und 73 Regionalligaeinsätzen wechselte er zur Saison 2020/21 zum achtklassigen SC Delta. Nach nur kurzer Zeit bei den Wienern wechselte Botic im September 2020 nach Rumänien zum Zweitligisten Petrolul Ploiești. Für Petrolul kam er zu fünf Einsätzen in der Liga II, in denen er ein Tor erzielte. Im Jänner 2021 verließ er den Verein wieder. Daraufhin wechselte er zum Ligakonkurrenten Metaloglobus Bukarest. In Bukarest kam er zu insgesamt zehn Zweitligaeinsätzen.
Zur Saison 2021/22 wechselte Botic nach Deutschland zum Regionalligisten VfR Aalen. Für Aalen kam er zu 19 Einsätzen in der Regionalliga Südwest. Nach der Saison 2021/22 verließ er den Verein wieder. Nach einem Halbjahr ohne Klub kehrte er im Jänner 2023 nach Österreich zurück und schloss sich dem Regionalligisten SV Leobendorf an. Im Sommer 2024 wechselte er zunächst weiter zum Ligakonkurrenten Favoritner AC, ehe er in der Winterpause wieder nach Leobendorf zurückkehrte.